# Matthew Vaughn
Matthew de Vere Drummond, rodným jménem Matthew Allard Robert Vaughn, v uměleckém světě známý jen jako Matthew Vaughn (* 7. března 1971 Londýn) je britský filmový producent, scenárista a režisér. Produkoval Ritchieho snímky Sbal prachy a vypadni (1998) a Podfu(c)k (2000). Režijně se podílel na filmech Po krk v extázi (2004), Hvězdný prach (2007), Kick-Ass (2010) či X-Men: První třída (2011).
V květnu 2002 se oženil s německou supermodelkou Claudií Schifferovou, s níž má tři děti.

## Filmová kariéra
Po absolvování buckinghamské Stowe Schoolrok cestoval rok po světě a usadil se v kalifornském Los Angeles, kde začal profesní kariéru na pozici asistenta režie. Po návratu do rodného Londýna nastoupil ke studiu antropologie a antické historie na University College London. Po několika týdnech však vysokoškolských studií zanechal.

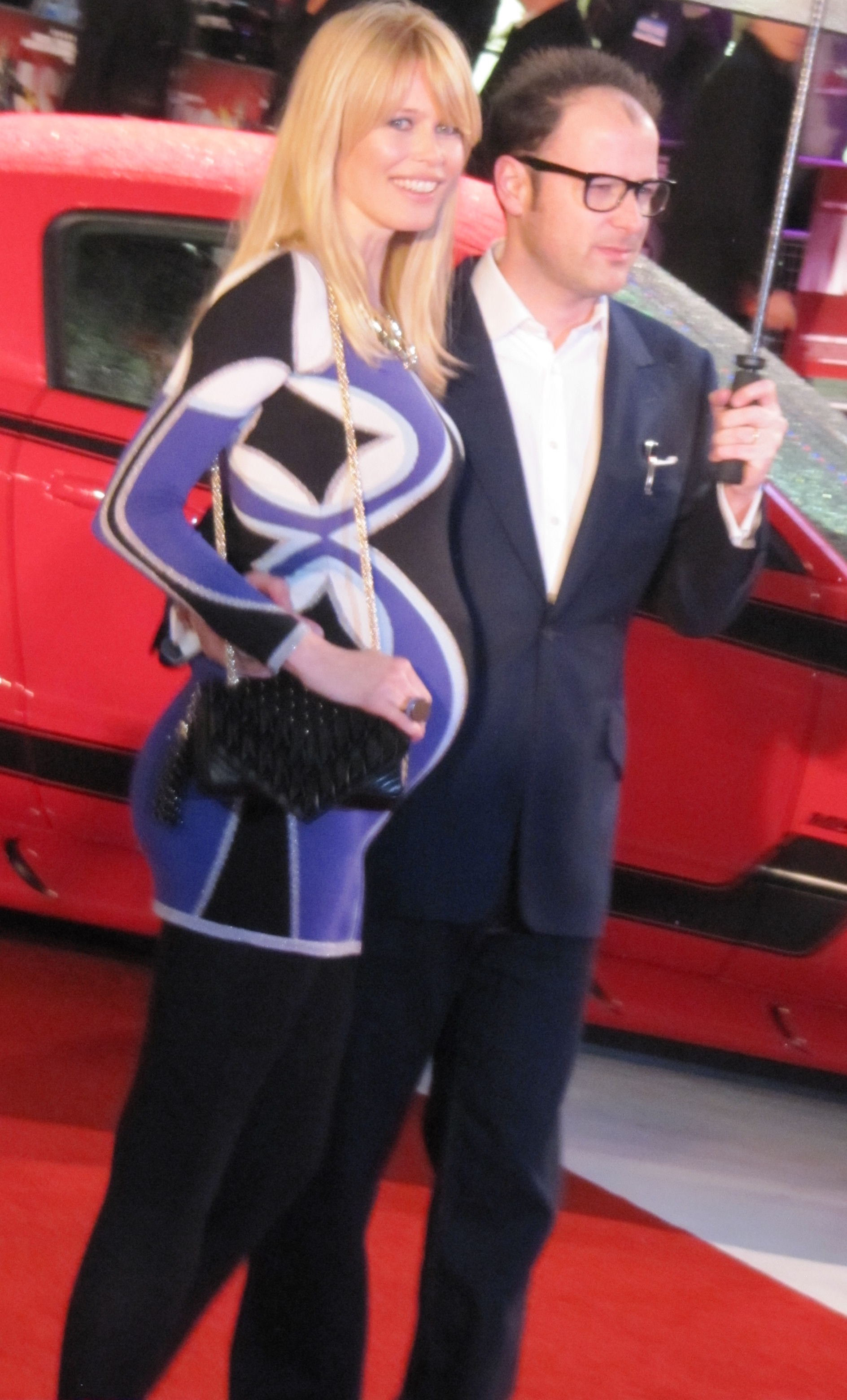
Na londýnské premiéře Kick-Ass (2010) s Claudií Schifferovou, očekávající narození třetího potomka.

Ve věku dvaceti pěti let produkoval thriller Nevinný spánek (1995), v hlavních rolích s Annabellou Sciorrovou a Michaelem Gambonem, který zaznamenal minimální divácký ohlas.
Následně pokračoval produkční prací na třech snímcích přítele Guye Ritchieho. Prvním se stal Sbal prachy a vypadni, jehož finanční úspěch vynesl každému z nich 9 miliónů liber. Druhým v pořadí byl Podfu(c)k a třetím pak Trosečníci. Tento film získal anticenu Zlatá malina v kategorii nejhorší film.
V roce 2004 režijně debutoval krimikomedií Po krk v extázi s Danielem Craigem v titulní postavě rozvážného drogového obchodníka. Pozitivní recenze vedly k jeho režijnímu obsazení do projektu X-Men: Poslední vzdor. Dva týdny po zveřejnění této informace však projekt opustil. Později se velmi kriticky vyjádřil na adresu režiséra Bretta Ratnera, jenž jej nahradil.
Jako režisér natočil fantasy Hvězdný prach a komedii Kick-Ass podle stejnojmenné komiksové předlohy Marka Millara. K oběma projektům napsal scénář s Jane Goldmanovou.
V květnu 2010 jej studio 20th Century Fox potvrdilo jako tvůrce dalšího z pokračování o superhrdinovi v akčním sci-fi X-Men: První třída. Premiéra se uskutečnila 1. června 2011. Poté uzavřel smlouvu na jeho sequel nazvaný X-Men: Budoucí minulost. Režii ovšem přenechal Bryanu Singerovi, jenž natočil první dva díly X-Menovské série. U filmu nadále setrval na pozici producenta.

## Soukromý život
Narodil se roku 1971 v Londýně. Od dětství se domníval, že je jeho otcem americký oscarový herec Robert Vaughn, s nímž měla matka Kathy Ceatonová krátký poměr. Následné pátrání však určilo za biologického otce George de Vere Drummonda, anglického aristokrata, kmotřence krále Jiřího VI. Od dětství nosil příjmení Vaughn, které používá i v uměleckém světě. V civilním životě jeho příjmení zní de Vere Drummond.
V květnu 2002 se v suffolckém Shimplingu oženil s německou supermodelkou Claudií Schifferovou, s níž má tři děti. Rodina žije v Suffolku a Notting Hillu.
Po událostech se stalkery (manželky), kteří pronikli do rodinného obydlí, najal k ochraně sídla bývalé vojáky z řad Gurkhů.

## Filmografie
| Rok       | Film / pořad / videohra        | Další účast jako     | Poznámky |
| Režisér   | Režisér                        | Režisér              | Režisér |
| --------- | ------------------------------ | -------------------- | --- |
| 2004      | Po krk v extázi                | producent            | cena – Empire Award, nejlepší britský režisér nominace – Cena BAFTA, nejslibnější nováček nominace – British Independent Douglas Hickox Award nominace – Empire Award, objev roku |
| 2007      | Hvězdný prach                  | producent scenárista | cena – Hugo Award, nejlepší dlouhometrážní dramatizace |
| 2010      | Kick-Ass                       | producent scenárista | cena – Writers' Guild of Great Britain, nejlepší původní scénář nominace – British Independent Film Awards, nejlepší režisér nominace – British Independent Film Award, nejlepší scénář nominace – Broadcast Film Critics Association Awards, nejlepší akční film nominace – Empire Award, nejlepší režisér nominace – Evropské filmové ceny, nejlepší film nominace – Evening Standard British Film Award, nejlepší film nominace – Evening Standard British Film Award, nejlepší scénář nominace – SFX Award, nejlepší film |
| 2011      | X-Men: První třída             | scenárista           | nominace – Scream Awards, nejlepší režisér |
| 2014      | Brilliant                      | –                    | krátkometrážní |
| 2014      | Kingsman: Tajná služba         | producent scenárista | |
| 2017      | Kingsman: Zlatý kruh           | producent scenárista | |
| 2021      | Kingsman: První mise           | režisér producent    | |
| Producent |                                |                      | |
| 1995      | Nevinný spánek                 |                      | |
| 1998      | Sbal prachy a vypadni          | herec (cameo)        | nominace – Cena BAFTA, nejlepší britský film |
| 2000      | Podfu(c)k                      |                      | |
| 2001      | Fotbal za mřížemi              |                      | |
| 2002      | Trosečníci                     |                      | anticena – Zlatá malina, nejhorší film |
| 2003      | A Short Film About John Bolton |                      | krátkometrážní |
| 2009      | Harry Brown                    |                      | |
| 2011      | Dluh                           |                      | |
| 2013      | Kick-Ass 2                     |                      | |
| 2014      | X-Men: Budoucí minulost        | scenárista           | |
| 2015      | Fantastická čtyřka             |                      | |
| 2015      | Orel Eddie                     |                      | |
| 2019      | Rocketman                      |                      | |
| Televize  |                                |                      | |
| 2000      | Sbal prachy a vypadni 2        | výkonný producent    | |
| 2003      | Swag                           | výkonný producent    | |
| 2003      | Make My Day                    | výkonný producent    | dokument |
| Videohry  |                                |                      | |
| 2010      | Kick-Ass: The Game             | producent            | |